# Chromeč
Chromeč är en ort i Tjeckien.   Den ligger i regionen Olomouc, i den östra delen av landet, 180 km öster om huvudstaden Prag. Chromeč ligger 300 meter över havet och antalet invånare är 584.
Terrängen runt Chromeč är kuperad norrut, men söderut är den platt. Chromeč ligger nere i en dal. Runt Chromeč är det ganska tätbefolkat, med 134 invånare per kvadratkilometer. Närmaste större samhälle är Šumperk, 6,5 km nordost om Chromeč. Trakten runt Chromeč består till största delen av jordbruksmark.